# Rue Nicolas-Appert
La rue Nicolas-Appert est une rue du 11e arrondissement de Paris.

## Situation et accès
Elle est rejointe ou traversée du sud au nord par les voies suivantes :
- passage Sainte-Anne-Popincourt ;
- rue Gaby-Sylvia ;
- passage des Primevères ;
- allée Verte ;
- rue Pelée.

## Origine du nom
Elle porte le nom de l'industriel français Nicolas Appert (1749-1841) qui a inventé un procédé de conservation des aliments par la chaleur, l'appertisation. En effet, il est le premier à mettre au point une méthode de conservation des aliments en les soumettant à la chaleur dans des contenants hermétiques et stériles (bouteilles en verre puis boîtes métalliques en fer-blanc). Il crée en France la première usine de conserves au monde.

## Histoire

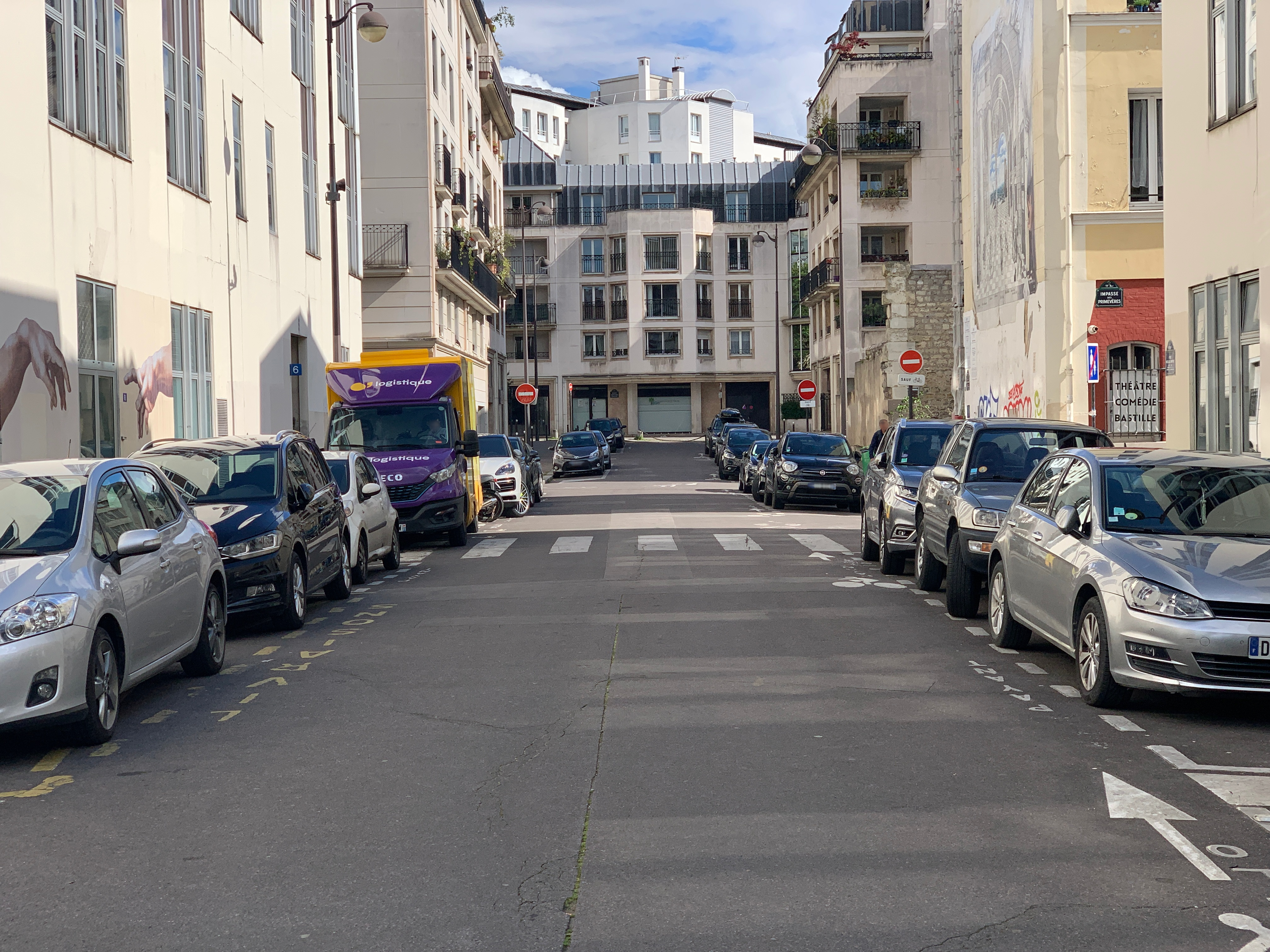
Vue de la rue.

La voie est ouverte sous le nom provisoire de « voie AB/11 » et prend sa dénomination actuelle par arrêté municipal du 18 novembre 1985.

## Bâtiments remarquables et lieux de mémoire
Une fresque en trompe-l'œil, à la hauteur de la rue Gaby-Sylvia, met en scène des auteurs de théâtre. Elle a été réalisée par Philippe Rebuffet et rénovée en 2006.
Au no 10 se trouvaient les locaux de l'hebdomadaire satirique Charlie Hebdo et de la société de production Premières Lignes télévision ; ils ont été touchés par une attaque terroriste le 7 janvier 2015 ; une autre attaque a été commise le 25 septembre 2020. Ces locaux sont ceux de l'École des métiers de la sécurité et de la prévention (EMSP) — école de la police municipale de Paris —.
Le street artiste C215 a réalisé une fresque en hommage aux victimes de l'attentat contre Charlie Hebdo sur un mur du n°10 ainsi qu'un pochoir du survivant Luz dans le hall d'entrée.

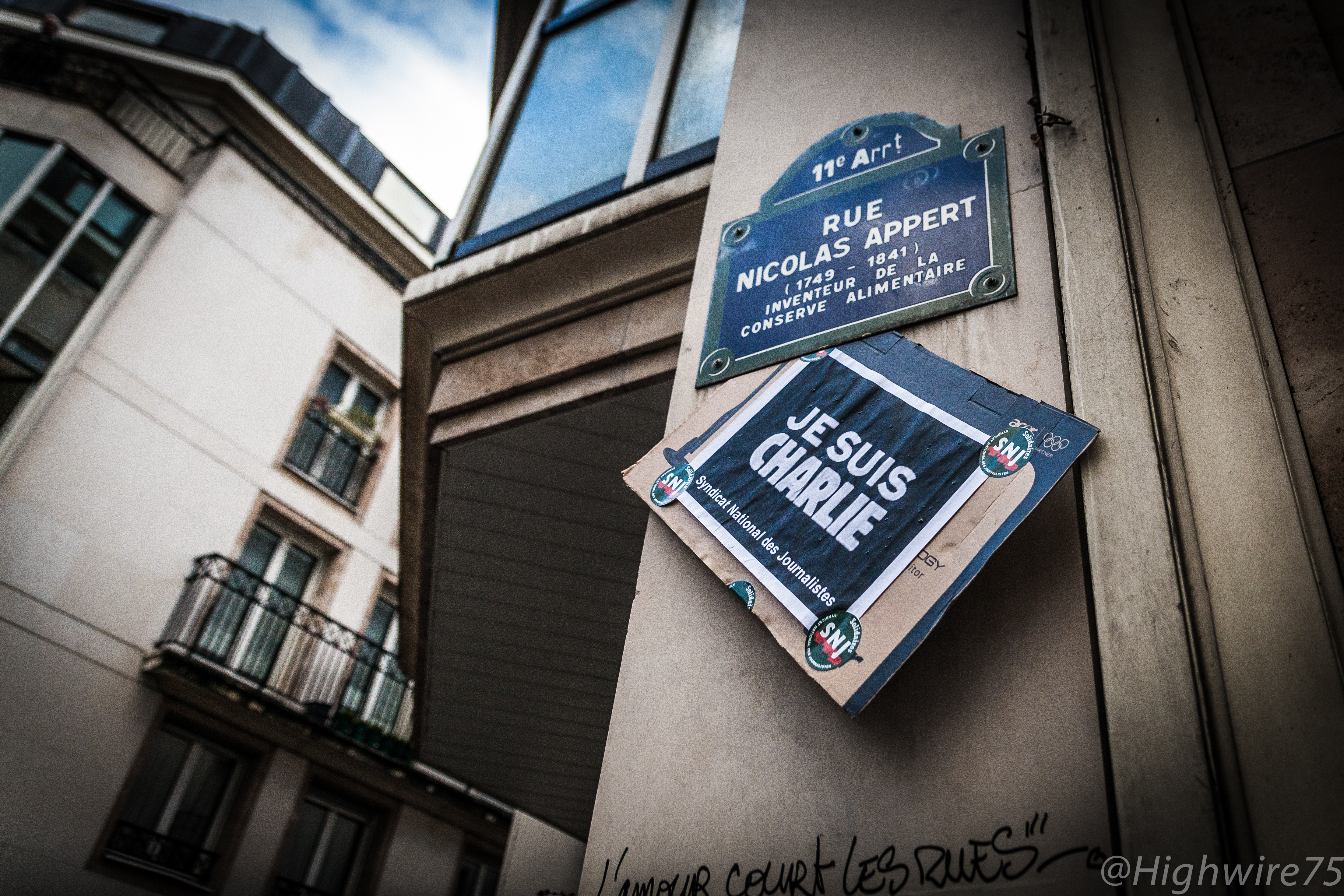
La rue Nicolas-Appert et panonceau « Je suis Charlie ».
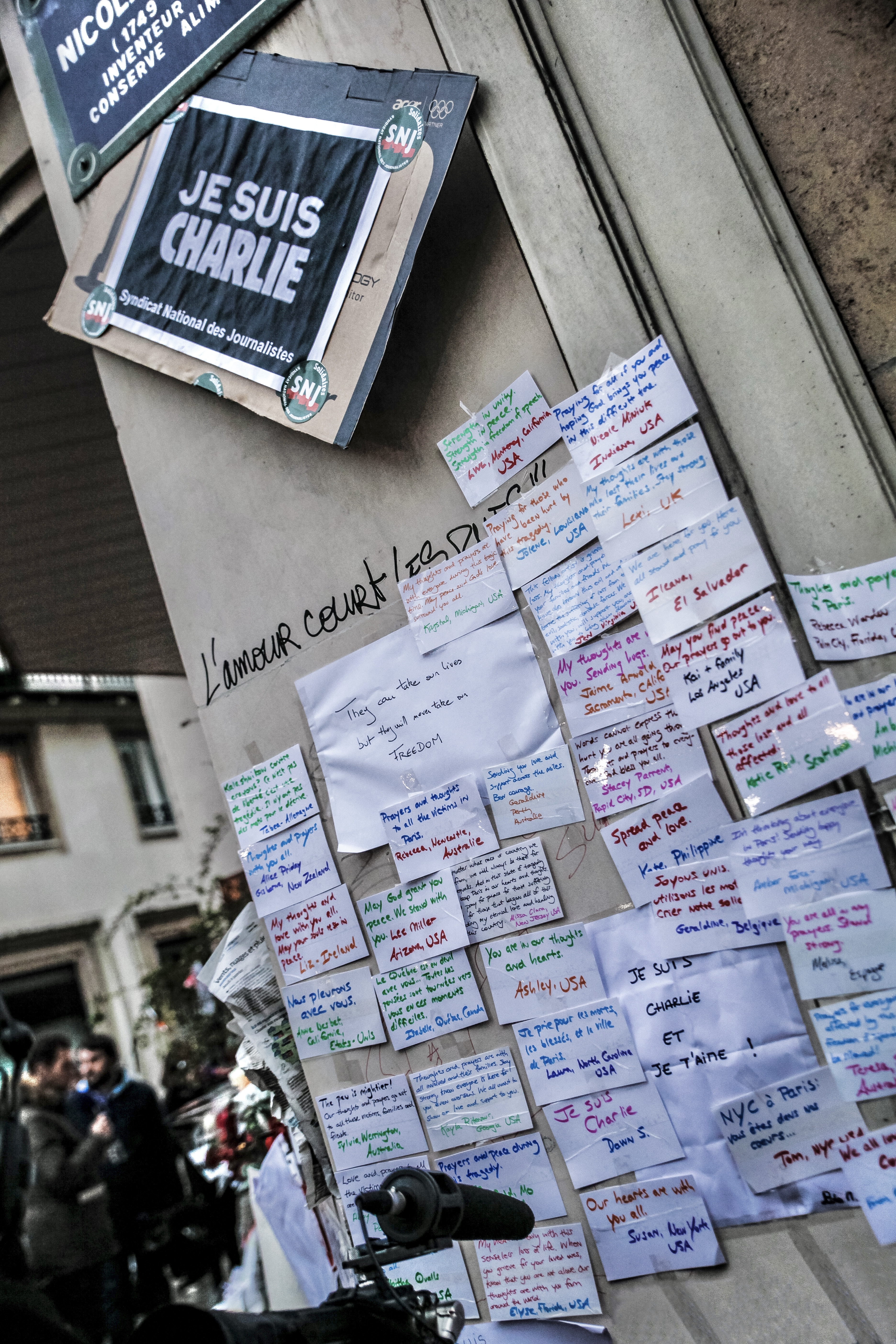
Messages de soutien à Charlie Hebdo, rue Nicolas-Appert.